# Vogelkopuggleskärra
Vogelkopuggleskärra (Aegotheles affinis) är en fågel i familjen uggleskärror.

## Utbredning och systematik
Vogelkopuggleskärran förekommer i Arfakbergen (nordvästra Nya Guinea). Den behandlas som monotypisk, det vill säga att den inte delas in i några underarter.

## Status
IUCN kategoriserar arten som nära hotad.